# Museo Nacional de Gyeongju
El Museo Nacional de Gyeongju es un museo en Gyeongju, provincia de Gyeongsang del Norte, Corea del Sur. Es exhibiciones están dedicadas en gran parte a las reliquias del Reino de Silla, de los cuales Gyeongju fue la capital. El museo cuenta con más de 4.500 artículos, incluyendo la Campana del Rey Seongdeok, artefactos de Hwangnyongsa, Coronas de  Silla, y 730 reliquias de Anapji Estanque.

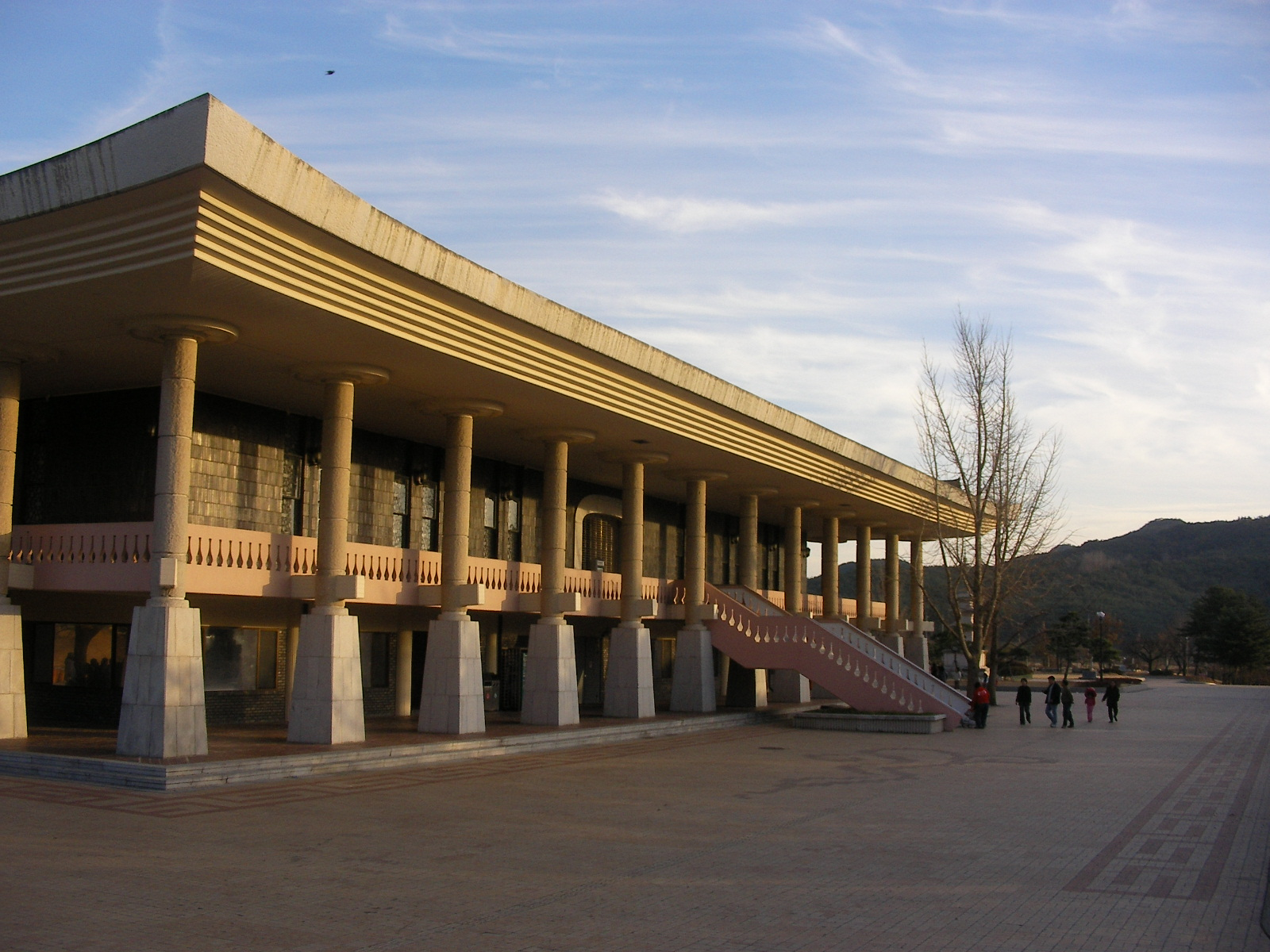
Museo Nacional de Gyeongju
Hangul - 국립경주박물관
Hanja - 國立慶州博物館

El museo está cerca de parque nacional de Gyeongju, Cheomseongdae observatorio, las Namsan montañas, Anapji Estanque, y Banwolseong. Muchas exposiciones se exhiben al aire libre, una práctica común en los museos coreanos. 
Los orígenes del museo se remontan a 1913, cuando se inició en un edificio del gobierno de la Dinastía Joseon. El estilo arquitectónico del edificio principal del museo es estilizada similar a Gyeongbokgung, según la página web oficial del museo. El museo es el segundo más grande de Corea, después de Museo Nacional de Corea. El museo está abierto al público y cuenta con un departamento de investigación arqueológica.

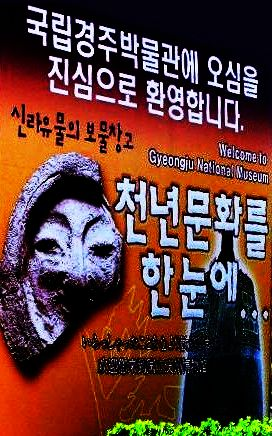
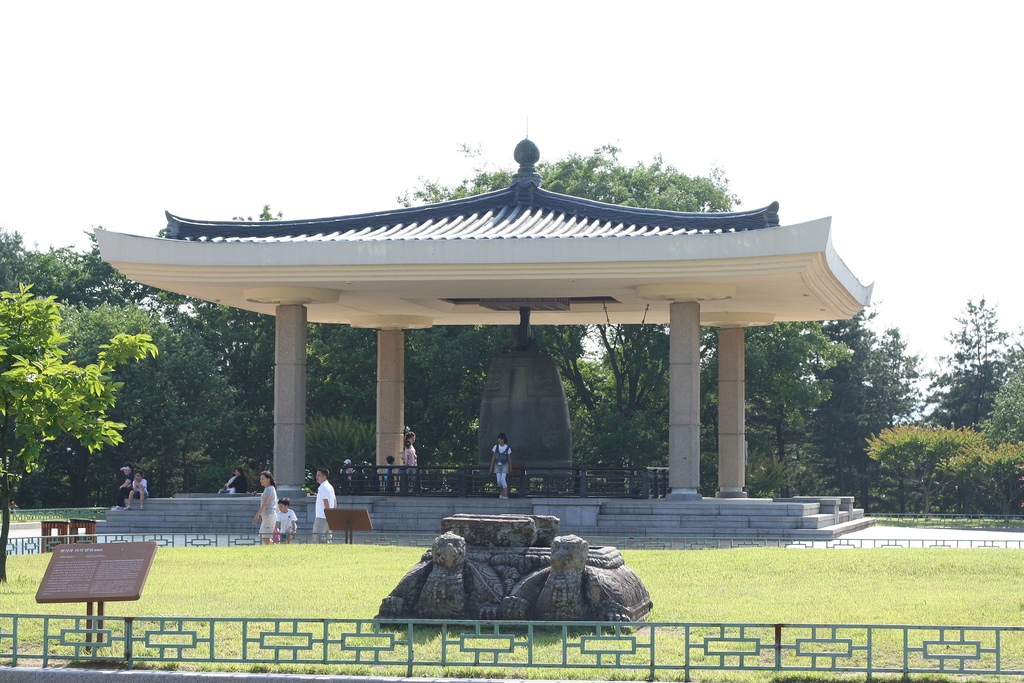
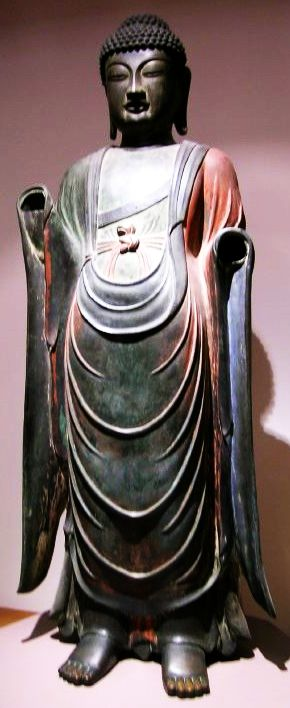
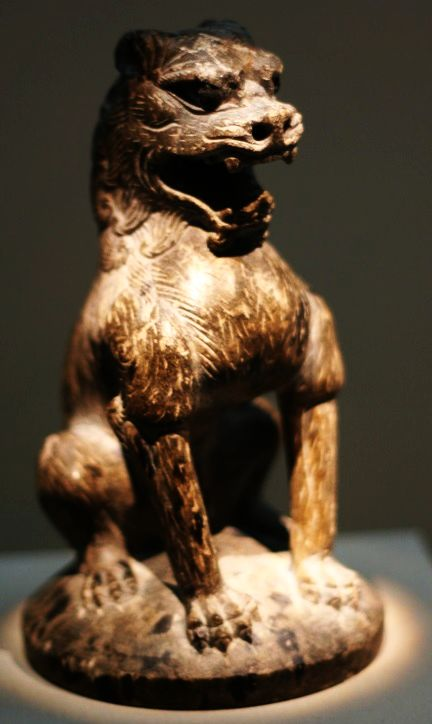